# Michel Rodriguez
Pour les articles homonymes, voir Rodríguez.
Ne doit pas être confondu avec Michael Rodríguez.
Michel Rodriguez, né le 25 novembre 1978 à Montpellier, est un footballeur français. Il évolue au poste de défenseur central du milieu des années 1990 au milieu des années 2010.
Formé au Montpellier HSC, il joue ensuite principalement à l'AS Cannes, au Tours FC et au Stade lavallois avant de terminer sa carrière au FC Rouen.
Il remporte avec l'équipe de France des moins de 19 ans le Championnat d'Europe de football des moins de 19 ans en 1997 où il était d'ailleurs le capitaine.

## Biographie

### Formation et débuts à Montpellier
Michel Rodriguez commence le football au Montpellier HSC et effectue toute sa formation dans ce club. Ses performances en équipe de jeunes lui ouvrent les portes de l'équipe de France des moins de 16 ans avec qui il dispute en 1995 le Championnat d'Europe de football des moins de 17 ans. Les Français terminent quatrième de cette compétition. En 1996, il remporte avec les juniors montpelliérains la Coupe Gambardella en s'imposant en finale face au FC Nantes sur le score d'un but à zéro, but inscrit par Ibrahima Bakayoko.
Il fait ses débuts en professionnel l'année suivante à seulement 17 ans et dispute trois rencontres de championnat au poste de défenseur central ou d'arrière droit. En fin de saison, il dispute avec l'équipe de France des moins de 19 ans le Championnat d'Europe de football des moins de 19 ans en tant que capitaine. Les Français, dirigés par Jean-François Jodar, s'imposent un à zéro face au Portugal sur un but en or de Louis Saha. Il signe son premier contrat professionnel à l'été 1997. Avec son club, son temps de jeu augmente saison après saison et il devient titulaire au poste de défenseur central en 1998-1999. Les Montpelliérains terminent à la 8e place en championnat et disputent une demi-finale de la coupe de la Ligue perdue contre le FC Metz quatre buts à trois. Il remporte la saison suivante la coupe Intertoto avec ses coéquipiers. En fin de championnat, les Montpelliérains sont cependant relégués en Division 2. Le club remonte immédiatement en Division 1 mais Michel Rodriguez perd sa place de titulaire à la suite de nombreuses blessures en début de saison. Il dispute, en juillet 2001, les Jeux de la Francophonie avec une sélection de joueurs de moins de 23 ans (distincte de la sélection espoirs) dirigée par Pierre Mankowski. En finale de la compétition, Les Français sont battus par le Maroc sur le score d'un but à zéro.

### Carrière en L2 et National (2001-2009)
Il est alors prêté au Amiens SC club de Ligue 2 pour avoir du temps de jeu puis il est transféré à l'AS Cannes en National. Après deux saisons dans le club cannois, il rejoint en 2004 le Tours FC avec lequel il est vice-champion de National en 2006. Les Tourangeaux redescendent cependant immédiatement et Michel Rodriguez s'engage en 2007 avec le Stade lavallois. En 2008 les entraîneurs de National l'élisent dans l'équipe type de la saison. Il connaît avec Laval une seconde montée en Ligue 2 en 2009. Les Lavallois terminent vice-champions mais Michel Rodriguez quitte alors le club pour rejoindre l'US Créteil-Lusitanos.

### Fin de carrière à Rouen
Michel Rodriguez ne reste qu'une saison dans le club cristolien. Il résilie son contrat pour des raisons familiales et s'engage en 2010 avec le FC Rouen pour une durée de deux ans, il fera partie du onze de la décennie du club rouennais aux côtés de Damien Da Silva. En 2011-2012, à la suite d'une mauvaise série de résultats, l'entraîneur Éric Garcin est remercié, puis huit joueurs, dont Michel Rodriguez, tous en fin de contrat en juin 2012, sont écartés de l'équipe. Il retrouve cependant rapidement l'équipe première et en fin de saison, il signe un nouveau contrat d'une durée de trois ans. Après la relégation administrative du club en Division d'honneur, il privilégie sa reconversion et joue moins. Il devient par la suite directeur général du club rouennais et occupe également le poste d'entraîneur adjoint.

### Reconversion
Il rejoint, en juin 2017, le SM Caen comme entraîneur de la catégorie U19. Avec cette catégorie d'âge, il est finaliste du championnat de France U19 en 2018 et demi-finaliste l'année suivante, en 2018/19 il établit d'ailleurs un record en championnat avec 10 victoire d'affilée, et un total de 70 points en 26 matchs(23 victoire/ 1 nul / 2 défaites). En fin de contrat, il quitte le club normand en mai 2020. Il retourne alors au Montpellier HSC où il prend en charge la catégorie U17 une seule année, il est désormais responsable des u19 avec lesquels il finira 1er de la poule D durant la saison 2022/23, ils sont ensuite éliminés aux tirs au but en quart de finale face au champion en Titre le FC Nantes qui finira une nouvelle fois champion de France pour la deuxième année consécutive.

## Palmarès
- Vainqueur de la Coupe Gambardella en 1996 avec le Montpellier HSC.
- Vainqueur de la Coupe Intertoto en 1999 avec le Montpellier HSC.
- Vice-champion de France de National en 2006 avec le Tours FC et en 2009 avec le Stade lavallois.

- Vainqueur de l'Euro des moins de 19 ans en 1997.
- Médaille d'argent des Jeux de la Francophonie en 2001.
- 4e du Championnat d'Europe de football des moins de 17 ans en 1995.

## Statistiques
Le tableau ci-dessous résume les statistiques en match officiel de Michel Rodriguez durant sa carrière de joueur professionnel,.
| Saison      | Club            | Pays   | Championnat | Championnat | Championnat | Coupes nationales | Coupes nationales | Coupe d'Europe | Coupe d'Europe | Coupe d'Europe |
| Saison      | Club            | Pays   | Division    | Matchs      | Buts        | Matchs            | Buts              | Type           | Matchs         | Buts           |
| ----------- | --------------- | ------ | ----------- | ----------- | ----------- | ----------------- | ----------------- | -------------- | -------------- | -------------- |
| 1996 - 1997 | Montpellier HSC | France | Division 1  | 15          | 1           | 1                 | 0                 | -              | -              | -              |
| 1997 - 1998 | Montpellier HSC | France | Division 1  | 16          | 0           | 3                 | 0                 | C3             | 5              | 0              |
| 1998 - 1999 | Montpellier HSC | France | Division 1  | 28          | 1           | 3                 | 0                 | -              | -              | -              |
| 1999 - 2000 | Montpellier HSC | France | Division 1  | 38          | 2           | 2                 | 0                 | CI+C3          | 7+3            | 0+0            |
| 2000 - 2001 | Montpellier HSC | France | Division 2  | 15          | 0           | 1                 | 0                 | -              | -              | -              |
| 2001 - 2002 | Amiens SCF      | France | Division 2  | 31          | 0           | 5                 | 1                 | -              | -              | -              |
| 2002 - 2003 | AS Cannes       | France | National    | 32          | 2           | 1                 | 0                 | -              | -              | -              |
| 2003 - 2004 | AS Cannes       | France | National    | 31          | 1           | 2                 | 0                 | -              | -              | -              |
| 2004 - 2005 | Tours FC        | France | National    | 30          | 1           | -                 | -                 | -              | -              | -              |
| 2005 - 2006 | Tours FC        | France | National    | 28          | 1           | -                 | -                 | -              | -              | -              |
| 2006 - 2007 | Tours FC        | France | Ligue 2     | 35          | 3           | 1                 | 0                 | -              | -              | -              |
| 2007 - 2008 | Stade lavallois | France | National    | 31          | 1           | 7                 | 0                 | -              | -              | -              |
| 2008 - 2009 | Stade lavallois | France | National    | 31          | 1           | -                 | -                 | -              | -              | -              |
| 2009 - 2010 | US Créteil      | France | National    | 31          | 0           | 2                 | 0                 | -              | -              | -              |
| 2010 - 2011 | FC Rouen        | France | National    | 32          | 2           | 5                 | 1                 | -              | -              | -              |
| 2011 - 2012 | FC Rouen        | France | National    | 30          | 2           | -                 | -                 | -              | -              | -              |
| 2012 - 2013 | FC Rouen        | France | National    | 30          | 0           | 6                 | 1                 | -              | -              | -              |

## Engagements syndicaux
Lors de la saison 2000-2001, Michel Rodriguez est l'un des deux délégués syndicaux de l'UNFP au sein du Montpellier HSC. Il occupe de nouveau cette fonction au Tours FC, au Stade lavallois, et au FC Rouen.